# Вивери
Вивери (Viverra) или цивети се наричат хищниците от семейство Виверови (Viverridae).
Вивери се наричат и някои представители на други семейства отделени от Виверовите (виж Мадагаскарски мангустоподобни и Африканска палмова цивета)